# Orzeł bielik (moneta)
Orzeł bielik (Bielik od 2018 r.) – nazwa własna serii czterech nominałów monet bulionowych Narodowego Banku Polskiego, bitych w złocie próby 999,9, stemplem zwykłym, z brzegiem gładkim, emitowanych na podstawie zarządzenia prezesa NBP z 12 czerwca 1995 r. 
Nazwa własna serii monet emitowanych w latach 1995–2017 i (lub) wizerunku na nich przedstawionego „orzeł bielik” nie jest zgodna z obowiązującą w XXI w. klasyfikacją gatunków ptaków, według której nazwą gatunku jest bielik lub bielik zwyczajny (Haliaeetus albicilla) – ptak drapieżny z rodziny jastrzębiowatych (Accipitridae).
W przypadku monet emitowanych w latach 1995–2017 na rewersie przedstawiono stylizowaną sylwetkę bielika oraz informację o próbie i masie kruszcu, na awersie zaś umieszczono godło Rzeczypospolitej Polskiej, nominał oraz rok bicia. W przypadku emisji od 2018 r. zmieniono wzory zarówno awersu jak i rewersu całej serii oraz jej nazwę własną z „Orzeł bielik” na „Bielik”. 
Projektantem monet z lat 1995–2017 jest Roussanka Nowakowska, a tych emitowanych od 2018 r. –  Dobrochna Surajewska.
Bieliki pakowane są w specjalne plastikowe opakowanie CertiCard, do którego dołączony jest certyfikat wraz z danymi metrologicznymi, numerem oraz krótkim opisem.
NBP dystrybuuje bieliki w swoich kasach po cenach znacząco odbiegających od ich nominału. Ich aktualna wartość zależy od ceny złota na giełdzie londyńskiej, kursu dolara amerykańskiego oraz marży emitenta. NBP każdego dnia publikuje uaktualnione cenniki swoich monet bulionowych.
W odróżnieniu od kolekcjonerskich monet NBP bitych w złocie, bieliki, jak inne monety bulionowe (np. krugerrandy), emitowane są przede wszystkim w celach tezauryzacyjnych. Ze względu jednak na relatywnie niewielkie nakłady poszczególnych roczników bywają również kolekcjonowane.

## Parametry metrologiczne
Parametry metrologiczne wszystkich 4 nominałów serii przedstawiono w tabeli:
| Nominał     | Masa (uncje) | Masa (gramy) | Średnica (mm) |
| ----------- | ------------ | ------------ | ------------- |
| 50 złotych  | 0,1          | 3,1          | 18            |
| 100 złotych | 0,25         | 7,78         | 22            |
| 200 złotych | 0,5          | 15,55        | 27            |
| 500 złotych | 1            | 31,1         | 32            |

## Nakłady
Nakłady wszystkich 4 nominałów w poszczególnych latach zebrano w tabeli.
| Rok                  | 50 złotych           | 100 złotych          | 200 złotych          | 500 złotych          |
| Seria „Orzeł bielik” | Seria „Orzeł bielik” | Seria „Orzeł bielik” | Seria „Orzeł bielik” | Seria „Orzeł bielik” |
| -------------------- | -------------------- | -------------------- | -------------------- | -------------------- |
| 1995                 | 5000                 | 3000                 | 2000                 | 2500                 |
| 1996                 | 2500                 | 2500                 | 2500                 | 2500                 |
| 1997                 | 2000                 | 2000                 | 1500                 | 3500                 |
| 1998                 | 1500                 | 500                  | 500                  | 1000                 |
| 1999                 | 2000                 | 1000                 | 1000                 | 1500                 |
| 2000                 | 2000                 | 500                  | 500                  | 500                  |
| 2002                 | 500                  | 800                  | 1000                 | 1000                 |
| 2004                 | 2000                 | 1000                 | 1000                 | 2500                 |
| 2006                 | 1600                 | 900                  | 900                  | 600                  |
| 2007                 | 2000                 | 1500                 | 1500                 | 2500                 |
| 2008                 | 2500                 | 1500                 | 1500                 | 2500                 |
| 2009                 | 2500                 | 1500                 | 1500                 | 2500                 |
| 2010                 | -                    | -                    | 1000                 | 2000                 |
| 2011                 | 1000                 | 1000                 | 1000                 | 2000                 |
| 2012                 | 1000                 | 1000                 | 1000                 | 2000                 |
| 2013                 | 1000                 | 700                  | 800                  | 1000                 |
| 2014                 | -                    | 700                  | 800                  | 1000                 |
| 2015                 | -                    | -                    | -                    | 1000                 |
| 2016                 | -                    | -                    | -                    | 500                  |
| 2017                 | 500                  | 500                  | -                    | 500                  |
| Seria „Bielik”       |                      |                      |                      |                      |
| 2018                 | 500                  | 500                  | 500                  | 1000                 |
| 2019                 | 500                  | 500                  | -                    | 500                  |
| 2020                 | 500                  | 500                  | 500                  | 500                  |
| 2021                 | 1100                 | 500                  | 750                  | 1800                 |
| 2022                 | 2000                 | 1000                 | 1000                 | 2000                 |
| 2023                 | 2000                 | 1000                 | 1000                 | 2500                 |
| 2024                 | 500                  | 500                  | 500                  | -                    |
| Razem                | 36 700               | 25 100               | 24 250               | 40 400               |